# Estación Ōura

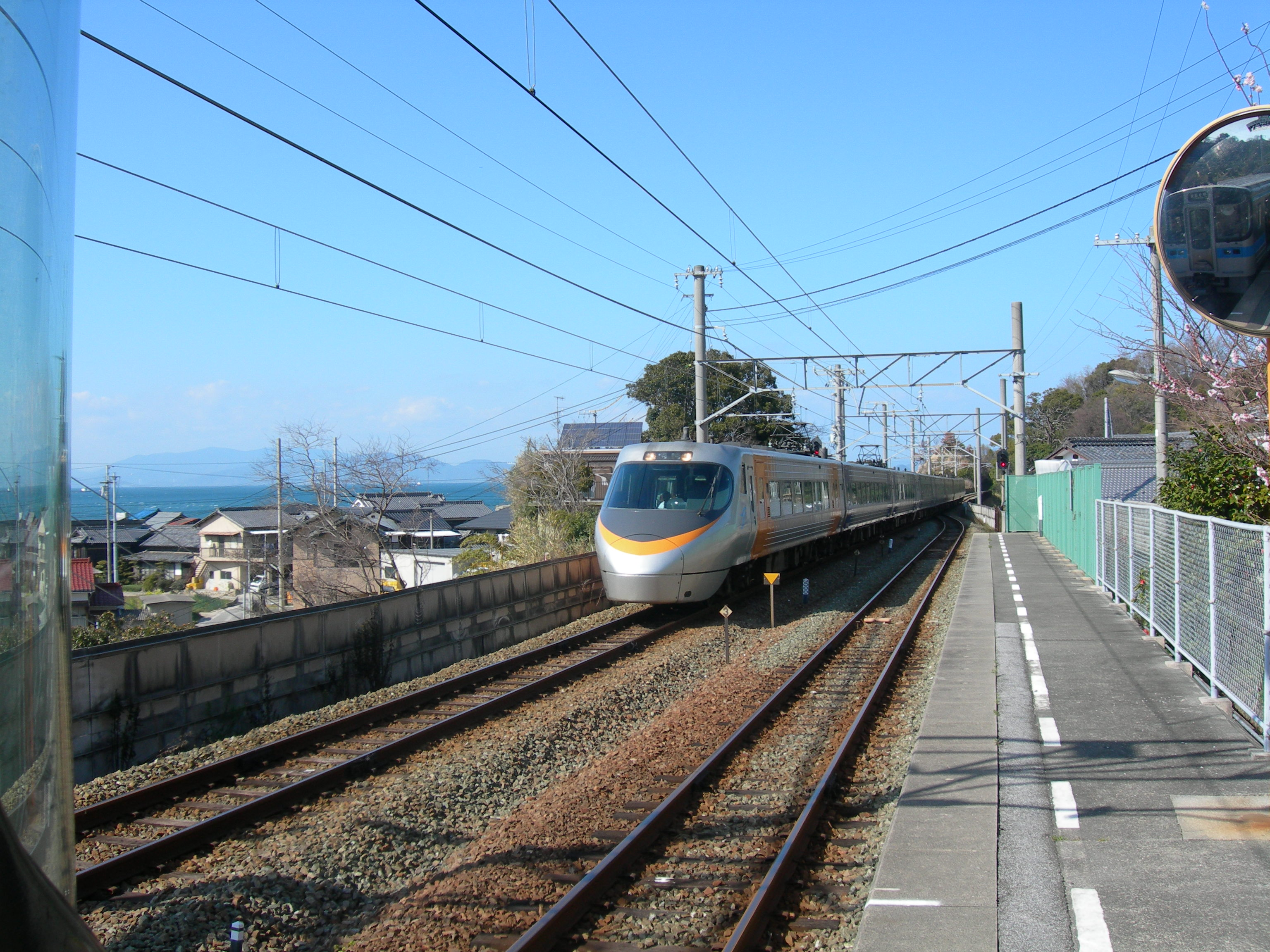
Tren bala en dirección a la Estación Oura.

La estación Ōura (大浦駅 Ōura-eki?) es una estación de la línea Yosan de la Japan Railways que se encuentra en la ciudad de Matsuyama de la prefectura de Ehime. El código de estación es el "Y47".

## Estación de pasajeros
Cuenta con una plataforma, la cual posee un único andén (andén 1). La vía que corre al lado del andén es la vía secundaria, la vía principal se utiliza para atravesar la estación sin detenerse. La misma estructura se puede apreciar en la estación Sekigawa, pero para la zona es inusual.
Es una estación que no cuenta con personal.

### Andén
| 1 | ● Línea Yosan |                                                               | Hacia Imabari, Saijō, Niihama, Iyomishima, Kawanoe y Kanonji (los servicios rápidos no se detienen) |
| 1 | ● Línea Yosan | Hacia Hōjō y Matsuyama (los servicios rápidos no se detienen) | |

## Alrededores de la estación
- Ruta Nacional 196

## Historia
- 1990: el 21 de noviembre es inaugurado como estación de maniobras Ōura (大浦信号場 Ooura-shingōjō?).
- 1991: el 18 de marzo pasa a denominarse estación Ooura.

## Estación anterior y posterior
- Línea Yosan 
  - Estación Asanami (Y46) << Estación Ōura (Y47) >> Estación Iyohōjō (Y48)